# Burg Reetz
Die Burg Reetz ist eine Burg im gleichnamigen Ortsteil der Gemeinde Blankenheim im Kreis Euskirchen in Nordrhein-Westfalen, Langenbusch 8.
Über die Geschichte des Hauses liegen nur wenige Nachrichten vor. Zumindest für das frühe 16. Jahrhundert ist in Jakob von Roetz aber ein Vertreter des einfachen Landadels nachgewiesen. Aus dem im Volksmund auch gebräuchlichen Namen Haus von der Marck kann auf den Eigentümer, den Herzog von Arenberg rückgeschlossen werden. Im 18. Jahrhundert wurde die Liegenschaft dann als Meyershof bezeichnet, der von dem Herzog von Arenberg einem Matthias Keller als Lehen übergeben worden war.
Bei der sogenannten Burg in Reetz handelte es sich wie bei vergleichbaren Anlagen in den Nachbarorten um ein typisches Burghaus, das sich lediglich durch seine Größe und zugehörigen Landbesitz von weiteren Lehenshöfen unterschied. Nach Herzog kann das erhaltene aus Bruchstein aufgeführte zweigeschossige Burghaus in das 16. Jahrhundert datiert werden.
Das Burggebäude wurde am 15. Juli 1988 als Baudenkmal Nr. 121 in Teil A der Denkmalliste der Gemeinde Blankenheim eingetragen.